# Les Colomines (Hortoneda)
Les Colomines és un indret del terme municipal de Conca de Dalt, a l'antic terme d'Hortoneda de la Conca, al Pallars Jussà, en territori que havia estat del poble d'Hortoneda.
Està situat al nord del poble de Pessonada i al sud-oest del d'Hortoneda, al capdamunt del barranc de Santa, on aflueix en aquest barranc la llau del Goteller.
Consta de 8,8446 hectàrees de pastures i conreus de secà.